# NGC 2809
NGC 2809 é uma galáxia lenticular (S0) localizada na direcção da constelação de Cancer. Possui uma declinação de +20° 04' 09" e uma ascensão recta de 9 horas, 17 minutos e 06,9 segundos.
A galáxia NGC 2809 foi descoberta em 24 de Fevereiro de 1827 por John Herschel.